# ボウ湖
ボウ湖（Bow Lake）という名称の湖は、北アメリカ大陸に幾つも存在する。

## ボウ湖のリスト
カナダには、少なくとも5つのボウ湖（Bow Lake）が存在する。
- アルバータ州のボウ湖（Bow Lake） - 詳細は「アルバータ州のボウ湖」の節を参照。
- オンタリオ州のボウ湖（Bow Lake）
- サスカチュワン州のボウ湖（Bow Lake）
- ブリティッシュコロンビア州のボウ湖（Bow Lake） - 詳細は「ブリティッシュコロンビア州のボウ湖」の節を参照。
- マニトバ州のボウ湖（Bow Lake）

また、アメリカ合衆国にも、少なくとも5つのボウ湖（Bow Lake）が存在する。
- アラスカ州のボウ湖（Bow Lake）
- ニューハンプシャー州のボウ湖（Bow Lake） - 詳細は「ニューハンプシャー州のボウ湖」の節を参照。
- ミネソタ州のボウ湖（Bow Lake） - ミネソタ州には合計2つボウ湖が存在する。
- ワシントン州のボウ湖（Bow Lake）

## アルバータ州のボウ湖

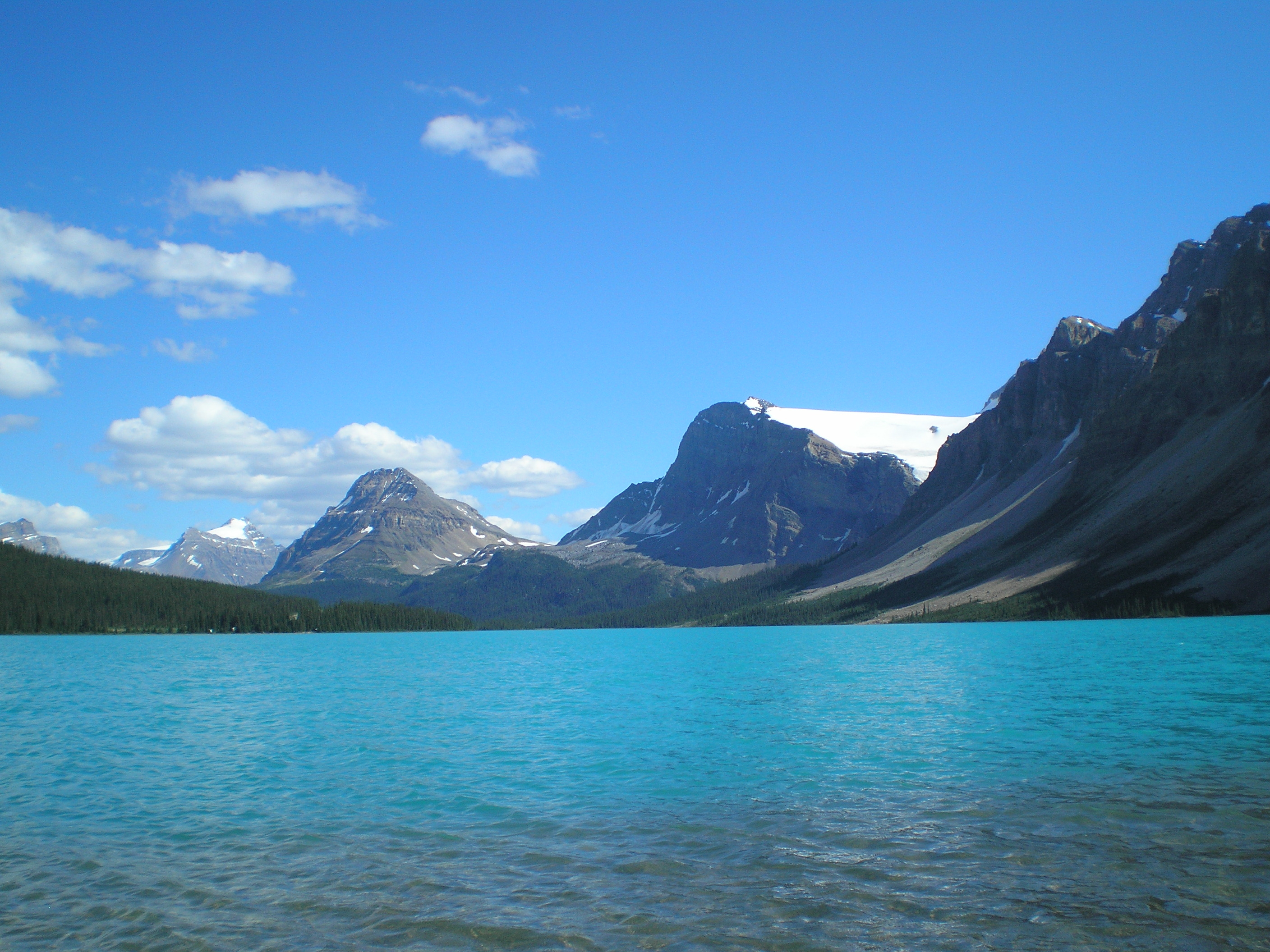
カナダのアルバータ州のボウ湖。北岸から、だいたい南の方向を見たところ。

カナダのアルバータ州に存在するボウ湖（Bow Lake）は、レイク・ルイーズの町の北方約30kmに位置する小さな淡水湖である。湖水面の標高は1920m。
この湖は、おおよそ北緯51度39分52秒、西経116度26分55秒に位置し、この湖も含めた一帯は、バンフ国立公園に指定されている。この湖は、ボウ氷河の末端を源流とするボウ川の流れの途中に存在しており、したがって、この湖の主な流入河川と流出河川は、共にボウ川である。よって、この湖の水は、最終的に北極海の一部であるハドソン湾に注ぐ。
ところで、この湖は長さ約3.2km、幅約1.2km、面積約3.21km2と小規模な湖だ。しかしながら、この湖は氷河の末端で融解した水が流れ込んでおり、その水には氷河が削りだした微細な粒子が含まれているため、入射する太陽光が散乱され、湖水がターコイズブルー（トルコ石の青色）に見える。この美しい湖水をとたたえていることで有名であるため、夏季には毎年多くの観光客が訪れる場所として知られている。この湖の周辺には数々の遊歩道が整備されているものの、この付近ではグリズリーが頻繁に出現するため、その都度閉鎖される。このグリズリーとの遭遇を避け、またグリズリーの生態を保護するために、遊歩道は最低6人以上のグループでハイキングするように定められている。ちなみに、湖の近くには駐車場も整備されているが、駐車場から程近い湖正面には赤いロッジが立っており、背面の氷河と対照的でとても美しいため、しばしば写真コンクールで優秀な賞を獲得していることでも知られている。

## ブリティッシュコロンビア州のボウ湖
カナダのブリティッシュコロンビア州に存在するボウ湖（Bow Lake）は、内陸部に存在する、小さな淡水湖である。なお、この湖は、おおよそ北緯54度04分15秒、西経123度10分24秒に位置している

。

## ニューハンプシャー州のボウ湖
アメリカ合衆国のニューハンプシャー州に存在するボウ湖（Bow Lake）は、小さな淡水湖である。湖水面の標高は157m。
この湖は、おおよそ北緯43度14分56秒、西経71度10分54秒に位置し、この場所はニューハンプシャー州の東部に当たる。なお、長さ約4.5km、幅約1.9km、面積約4.7km2と小規模な湖だ。このような小さな湖ではあるものの、湖の中には、ベネット島（Bennett Island）、ルーン島（Loon Island）、ロング島（Long Island）、ビーチ島（Beech Island）、パイン島（Pine Island）、ライ島（Rye Island）、ヨーク島（York Island）の7つの島が存在する。なお、この湖から流出する河川としては、アイシングラス川が存在する。ちなみに、この川の水は幾つかの河川を経て最終的には大西洋に注ぐため、この湖の水も同様である。